# Sabırtaşı
Sabırtaşı (türkisch für Geduldsstein) (kurd. Horor oder Haror) ist ein kurdisches Dorf im Landkreis Kiğı der türkischen Provinz Bingöl, an der Grenze zur Provinz Tunceli.  Die Entfernung nach Kiğı beträgt ca. 21 km. Beim Dorf gibt es eine heiße Quelle, der heilsame Kräfte zugesprochen werden.
Im Jahre 1967 lebten in Sabırtaşı 604 Menschen. 2009 waren es noch 42 Einwohner.
Der ursprüngliche Name lautet Harur. Dieser ist spätestens seit dem 16. Jahrhundert für diese Ortschaft nachgewiesen und auch im Grundbuch verzeichnet.